# Paul Préboist
Paul Préboist (21 de febrero de 1927 – 4 de marzo de 1997) fue un actor teatral, cinematográfico y televisivo de nacionalidad francesa.

## Biografía
Nacido en Marsella, Francia, a los catorce años era jinete en competiciones de obstáculos, trabajando más adelante como cajero de seguros sociales. Durante la Segunda Guerra Mundial, se presentaba en cervecerías y hospitales de su ciudad imitando las canciones de Fernandel y de Noël-Noël. Invitado por Henri Crémieux, se instaló en París, estudiando en la rue Blanche, y actuando más adelante en el teatro y el cabaret.
A lo largo de su carrera entre 1948 y 1992, intervino en más de 120 filmes, generalmente en papeles cómicos de reparto, siendo muy destacada su actuación en El barco en la hierba.
También trabajó en una docena de telefilmes y en 7 episodios de la serie policíaca Les Cinq Dernières Minutes. Además, en las décadas de 1950 y 1960 actuó en la radio en compañía de Pierre Dac y Francis Blanche. 
Su hermano, Jacques Préboist, actuó con él en numerosos filmes. En los años noventa, poco antes de fallecer, participó a menudo en las emisiones de Patrick Sébastien, que le homenajeó repetidamente en sus programas tras fallecer.
Paul Préboist falleció en París en 1997. Fue enterrado en el cementerio de Couilly-Pont-aux-Dames, población en la cual vivía en el momento de su muerte.

## Filmografía

### Cine

#### Filmografía completa

##### 1947-1959
- 1947 : Inspecteur Sergil, de Jacques Daroy
- 1948 : Sergil et le dictateur, de Jacques Daroy
- 1952 : Les femmes sont des anges, de Marcel Aboulker
- 1954 : Cadet Rousselle, de André Hunebelle
- 1954 : La Reine Margot, de Jean Dréville
- 1954 : Le Vicomte de Bragelonne, de Fernando Cerchio
- 1955 : Les Grandes Manœuvres, de René Clair
- 1955 : Elena et les Hommes, de Jean Renoir
- 1955 : The Adventures of Quentin Durward, de Richard Thorpe
- 1955 : Les Hussards, de Alex Joffé
- 1956 : Les Assassins du dimanche, de Alex Joffé
- 1956 : Les Aventures de Gil-Blas Santillane, de René Jolivet
- 1956 : Gervaise, de René Clément
- 1956 : Les Aventures d'Arsène Lupin, de Jacques Becker
- 1956 : Diane, de David Miller
- 1956 : Fernand Cow-boy, de Guy Lefranc
- 1957 : Élisa, de Roger Richebé
- 1957 : Porte des Lilas, de René Clair
- 1957 : The Happy Road, de Gene Kelly
- 1957 : Échec au porteur, de Gilles Grangier
- 1958 : Le Sicilien, de Pierre Chevalier
- 1958 : Los vikingos de Richard Fleischer
- 1959 : Croquemitoufle, de Claude Barma
- 1959 : Signé Arsène Lupin, de Yves Robert
- 1959 : Les Affreux, de Marc Allégret
- 1959 : La Marraine de Charley, de Pierre Chevalier
- 1959 : Le Trou, de Jacques Becker
- 1959 : Le Bossu, de André Hunebelle

##### 1960-1969
- 1960 : Le Mouton, de Pierre Chevalier
- 1960 : Crésus, de Jean Giono
- 1960 : Le Capitan, de André Hunebelle
- 1961 : Cocagne, de Maurice Cloche
- 1961 : Dans la gueule du loup, de Jean-Charles Dudrumet
- 1961 : Le Miracle des loups, de André Hunebelle
- 1961 : Auguste, de Pierre Chevalier
- 1961 : Les Nouveaux Aristocrates, de Francis Rigaud
- 1961 : Tout l'or du monde, de René Clair
- 1961 : Le Capitaine Fracasse, de Pierre Gaspard-Huit
- 1962 : Cartouche, de Philippe de Broca
- 1962 : Les Sept Péchés capitaux, de Philippe de Broca - sketch La gourmandise
- 1962 : Arsène Lupin contre Arsène Lupin, de Edouard Molinaro
- 1962 : Tartarin de Tarascon, de Francis Blanche
- 1962 : Les Parisiennes (Sketch "Ella"),  de Jacques Poitrenaud
- 1964 : La Mort d'un tueur, de Robert Hossein
- 1964 : Week-end à Zuydcoote, de Henri Verneuil
- 1964 : The art of love, de Norman Jewison
- 1964 : Les Gorilles, de Jean Girault
- 1965 : Quand passent les faisans, de Edouard Molinaro
- 1965 : Le Majordome, de Jean Delannoy
- 1965 : Cent briques et des tuiles, de Pierre Grimblat
- 1965 : Les Tribulations d'un Chinois en Chine, de Philippe de Broca
- 1966 : Les Cœurs verts, de Édouard Luntz
- 1966 : Monsieur le président-directeur général, de Jean Girault
- 1966 : La gran juerga, de Gérard Oury
- 1966 : Sale temps pour les mouches..., de Guy Lefranc
- 1966 : Le Grand Restaurant, de Jacques Besnard
- 1967 : Le Vieil Homme et l'Enfant, de Claude Berri
- 1967 : Un idiot à Paris, de Serge Korber
- 1967 : L'homme qui trahit la mafia, de Charles Gérard
- 1967 : Fleur d'oseille, de Georges Lautner
- 1967 : Oscar, de Edouard Molinaro
- 1967 : Le Fou du labo 4, de Jacques Besnard
- 1968 : Béru et ces dames, de Guy Lefranc
- 1969 : La Honte de la Famille, de Richard Balducci
- 1969 : Hibernatus, de Edouard Molinaro
- 1969 : Mi tío Benjamin, de Edouard Molinaro

##### 1970-1979
- 1970 : L'Homme orchestre, de Serge Korber
- 1970 : Et qu'ça saute !, de Guy Lefranc
- 1970 : La Maison, de Gérard Brach
- 1970 : Le Distrait, de Pierre Richard
- 1970 : Le Gendarme en balade, de Jean Girault
- 1971 : L'Explosion, de Marc Simenon
- 1971 : El barco en la hierba, de Gérard Brach
- 1971 : L'Avocat -corto-
- 1971 : Doucement les basses, de Jacques Deray
- 1971 : Sur un arbre perché, de Serge Korber
- 1971 : Laisse aller, c'est une valse, de Georges Lautner
- 1971 : La Folie des grandeurs, de Gérard Oury
- 1971 : Jo, de Jean Girault
- 1972 : Le Trèfle à cinq feuilles, de Edmond Freess
- 1972 : Les Malheurs d'Alfred, de Pierre Richard
- 1972 : Tout le monde il est beau, tout le monde il est gentil, de Jean Yanne
- 1972 : Les Fous du stade, de Claude Zidi
- 1972 : Les joyeux lurons, de Michel Gérard
- 1972 : Le Viager, de Pierre Tchernia
- 1973 : Quelques messieurs trop tranquilles, de Georges Lautner
- 1973 : La Raison du plus fou, de François Reichenbach
- 1973 : La Belle Affaire, de Jacques Besnard
- 1973 : Moi y'en a vouloir des sous, de Jean Yanne
- 1973 : L'Heptaméron, de Claude Pierson
- 1973 : Le Plumard en folie, de Jacques Lemoine
- 1973 : La Dernière bourrée à Paris, de Raoul André
- 1974 : Le Permis de conduire, de Jean Girault
- 1974 : Les Chinois à Paris, de Jean Yanne
- 1974 : Les Vacanciers, de Michel Gérard
- 1974 : OK patron, de Claude Vital
- 1974 : Les Quatre Charlots mousquetaires, de André Hunebelle
- 1974 : Les Charlots en folie : À nous quatre Cardinal !, de André Hunebelle
- 1974 : Y a un os dans la moulinette, de Raoul André
- 1975 : Les borgnes sont rois -corto- de Edmond Séchan
- 1975 : Le Saint de madame Victor, corto de Éric Brach
- 1976 : La Grande Récré, de Claude Pierson
- 1976 : La Table, corto de Éric Brach
- 1979 : À nous deux, de Claude Lelouch
- 1979 : Les Phallocrates, de Claude Pierson

##### 1980-1992
- 1980 : Une merveilleuse journée, de Claude Vital
- 1981 : Signé Furax, de Marc Simenon
- 1981 : Les Uns et les Autres, de Claude Lelouch
- 1981 : Les Bidasses aux grandes manœuvres, de Raphaël Delpard
- 1981 : Quand tu seras débloqué, fais-moi signe, de François Leterrier
- 1982 : Les Misérables, de Robert Hossein
- 1982 : Deux heures moins le quart avant Jésus-Christ, de Jean Yanne
- 1982 : Mon curé chez les nudistes, de Robert Thomas
- 1983 : Le Braconnier de Dieu, de Jean-Pierre Darras
- 1983 : L'émir préfère les blondes, de Alain Payet
- 1983 : Y a-t-il un pirate sur l'antenne ?, de Jean-Claude Roy
- 1983 : Un bon petit diable, de Jean-Claude Brialy
- 1983 : Les Planqués du régiment, de Michel Caputo
- 1984 : Les fausses confidences, de Roger Coggio
- 1984 : Liberté, égalité, choucroute, de Jean Yanne
- 1985 : Le Facteur de Saint-Tropez, de Richard Balducci
- 1989 : La Folle Journée ou Le mariage de Figaro, de Roger Coggio
- 1990 : Il y a des jours... et des lunes, de Claude Lelouch
- 1992 : La Belle Histoire, de Claude Lelouch

### Televisión
- 1956 : L'Affaire du manoir de Jeufosse, de Claude Barma
- 1956 : Edgar et sa bonne, de François Chatel
- 1956 : Ivanov, de Jean Prat
- 1957 : L'Alchimiste, de Jean Prat
- 1957 : Azouk, de Jean Prat
- 1957 : Bartleby, l'écrivain, de Claude Barma
- 1957 : La Locandiera, de Jean Prat
- 1958 : Capitaine Archange, de Roger Iglesis
- 1959 : Les Vacances de Brutus, de Michel Mitrani
- 1959 : Un fameux coup de chapeau, de Michel Mitrani
- 1959 : Sacrés fantômes, de Roger Iglésis
- 1959 : La Nuit de Tom Brown, de Claude Barma
- 1959 : Le Légataire universel, de Colette Thiriet
- 1959 : La Fontaine aux saints, de André Hugues
- 1959 : L'Ange de la miséricorde, de François Gir
- 1959 : L'Affaire Boras, de Jean Prat
- 1959 : Les Aventures d'Oscar, serie en 13 episodios de Bernard Roland

- 1960 : Bethleem de Provence, de Jean Prat
- 1960 : Cyrano de Bergerac, de Claude Barma
- 1961 : Hauteclaire, de Jean Prat
- 1961 : La Justice de Corregidor, de Pierre Nivolet
- 1961 : Le Médecin volant, de Ange Casta
- 1961 : Elan blanc, serie en 6 episodios de Pierre Cardinal
- 1961 : Le Trésor des 13 maisons, serie en 13 episodios de Jean Bacque
- 1962 : Font-aux-cabres, de Jean Kerchbron
- 1962 : Les Bons Enfants, de Marcel Bluwal
- 1963 : Le Matériel humain, de Gilbert Pineau
- 1963 : Le Pirate, de André Pergament
- 1963 : Une lettre perdue, de Jean Prat
- 1964 : L'Avare, de Jean Pignol
- 1964 : La Belle Marinière, de Jean-Pierre Marchand
- 1964 : Les Cinq Dernières Minutes, episodio 33, de Claude Loursais
- 1965 : A corne d'isard, de Jacques Villa
- 1965 : Les Cinq Dernières Minutes, episodio 35, de Claude Loursais
- 1965 : Les Cinq Dernières Minutes, episodio 36, de Claude Loursais
- 1965 : Les Cinq Dernières Minutes, episodio 37, de Claude Loursais
- 1965 : Les Contes d'Hoffmann, de Yves-André Hubert
- 1965 : Les Fourberies de Scapin, de Jean Kerchbron
- 1965 : Mon royaume pour un lapin, de Jacques Villa
- 1965 : Le Passage de Vénus, de Guy Casaril
- 1965 : Frédéric le gardian, serie de 24 episodios de Jacques Villa
- 1965 : Le train bleu s'arrête 13 fois, episodio Marseille, choc en retour, de Michel Drach
- 1966 : Les Cinq Dernières Minutes, episodio 38, de Claude Loursais
- 1966 : Les Faux Frères, de Jean Pignol
- 1966 : Les Cinq Dernières Minutes, episodio 40, de Guy Lessertisseur
- 1967 : Les Cinq Dernières Minutes, episodio 42, de Claude Loursais
- 1967 : Les Gueux au paradis, de Jean Pignol
- 1967 : Les Chiens de Nantouillet, de Jean Laviron
- 1968 : La Dame fantôme, de François Gir
- 1968 : La Tempête, de François Gir
- 1968 : L'Homme tout nu, Marc Simenon
- 1969 : Une nuit à l'opéra, de Jean Kerchbron
- 1970 : Les Lettres de mon moulin, de Pierre Badel, sketch L'Élixir du révérend Père Gaucher
- 1973 : Bienvenu à Michel Simon, documental
- 1975 : Le Captif - Le théâtre de Tristan Bernard - de Georges Folgoas
- 1976 : Au théâtre ce soir : Le Pirate, de Raymond Castans, escenografía de Jacques Sereys, dirección de Pierre Sabbagh, Teatro Édouard VII
- 1976 : Le Sanglier de Cassis, de Carlo Rim
- 1977 : Le Goût du pain (Les Cinq Dernières Minutes), de Claude Loursais
- 1978 : L'Avare, de Jean Pignol
- 1980 : Kick, Raoul, la moto, les jeunes et les autres, serie en 6 episodios, de Marc Simenon
- 1981 : Le Tribunal des flagrants délires, de varios directores
- 1982 : La Croix qui mousse, de Régis Forissier
- 1983 : Tante Blandine, de Guy Jorré
- 1983 : La Call-girl, de Serge Korber
- 1987 : La Calanque, serie en 50 episodios, de Jean Canolle y Abder Isker
- 1988 : Pas de panique, de Stéphane Bertin y Boramy Tioulong
- 1989 : Mort en copropriété, de Arnaud Sélignac

## Teatro
- 1953 : Le Dindon, de Georges Feydeau, escenografía de Jean Meyer, Teatro des Célestins
- 1956 : Nemo, de Alexandre Rivemale, escenografía de Jean-Pierre Grenier, Teatro Marigny
- 1957 : Auguste, de Raymond Castans, escenografía de Jean Wall, Teatro des Nouveautés
- 1958 : Auguste, de Raymond Castans, escenografía de Jean Wall, Teatro des Célestins
- 1958 : Rididine, de Alexandre Breffort, escenografía de Maurice Vaneau, Teatro Fontaine
- 1960 : Théodore cherche des allumettes y Boubouroche, de Georges Courteline, escenografía de Georges Chamarat, Teatro des Célestins
- 1961 : Le Petit bouchon, de Michel André, escenografía de Jacques Mauclair, Teatro des Variétés
- 1962, 1963 : Pas d'usufruit pour tante Caroline, de Frédéric Valmain, escenografía de Jean Dejoux, Teatro Charles de Rochefort
- 1967 : Extra-Muros, de Raymond Devos, escenografía del autor, Teatro des Variétés
- 1976 : Moi j'aime les bêtes (show de un solo actor)

## Discografía
- 1983 : Ça fait du bien.[1]
- 1983 : I love vachement you.
- 1991 : P'tit père la douceur.
- 1991 : Les pieds plats.

## Radio
- Interpretó el papel de Nicolas Leroidec en la serie radiofónica Bons baisers de partout.